# Station Calberlah
Station Calberlah (Haltepunkt Calberlah) is een spoorwegstation in de Duitse plaats Calberlah, in de deelstaat Nedersaksen. Het station ligt aan de spoorlijn Berlijn - Lehrte.

## Indeling
Het station beschikt over twee zijperrons, die niet zijn overkapt maar voorzien van abri's. De perrons zijn met elkaar verbonden via een voetgangerstunnel. In de straat Bahnhofstraße bevinden zich een parkeerterrein, een fietsenstalling en een bushalte.

## Verbindingen
De volgende treinserie doet het station Calberlah aan:
| Serie | Treinsoort              | Route                                                       | Bijzonderheden |
| ----- | ----------------------- | ----------------------------------------------------------- | -------------- |
| RE 30 | Regional-Express (enno) | Hannover Hbf – Lehrte – Gifhorn – Calberlah – Wolfsburg Hbf |                |